# Círculos (álbum)
Círculos es el segundo disco de Madre Matilda, lanzado en 2000 bajo la producción de Pelo Madueño, lanzado con la disquera Sony Music. Es un disco que contiene sonidos que van desde el modern pop, con temas que fácilmente pueden hacerse de un lugar en las radios locales ("Círculos", "Entre Tus Manos"), como pasó con "Viento Stereo". El cariz fuertemente electrónico y popero que destila Círculos a partir de la notable "Manos Blancas" (hermosas líneas melódicas, tristes y melancólicas) queda patente con temas como "Si fuera", "En soledad", "Tragando el polvo" y una rescatada "Deja de llorar". Fue con este disco que la banda concita la atención de medios internacionales como la MTV y a tener mucha difusión en el Perú.

## Lista de canciones
1. Círculos
2. Sin llorar
3. Entre tus brazos
4. Manos blancas
5. De cabeza
6. Regresa
7. En soledad
8. Tragando el polvo
9. Deja de llorar
10. Las hadas
11. Si fuera
12. Reflejada